# Parafia Nawiedzenia Najświętszej Maryi Panny w Juszczynie
Parafia pod wezwaniem Nawiedzenia Najświętszej Maryi Panny w Juszczynie – parafia rzymskokatolicka w Juszczynie, należąca do dekanatu Radziechowy, diecezji bielsko-żywieckiej.
16 lipca 1908 roku, w wyniku oberwania chmury gwałtownie wezbrała przepływająca przez wieś potok Juszczynka. Wyrwane drzewa, gałęzie i porwane z wodą drewno, utworzyło we wsi zator, powodując zatopienie części miejscowości. Zginęło wówczas 21 osób, zaś zdarzenie poruszyło całą Galicję. Zdarzenie to stało się dla mieszkańców impulsem do zbudowania we wsi drewnianego kościoła parafialnego pw. Nawiedzenia NMP. Stanął on w 1927 roku.
Od 1927 roku Kościół Nawiedzenia Najświętszej Maryi Panny w Juszczynie był kościołem filialnym parafii w Cięcinie. W 1952 utworzono odrębną parafię w Juszczynie.

## Proboszczowie
| L.p. | Imię i nazwisko     | Lata urzędowania |
| ---- | ------------------- | ---------------- |
| 1.   | Stanisław Ficek     | 1952 – 1960      |
| 2.   | Władysław Goryl     | 1960 – 1970      |
| 3.   | Stanisław Nikiel    | 1970 – 1978      |
| 4.   | Stanisław Szyszka   | 1978 – 1981      |
| 5.   | Jan Nalepa          | 1981 – 1989      |
| 6.   | Franciszek Warzecha | 1989 – 1998      |
| 7.   | Kazimierz Buba      | 1998 – 2016      |
| 8.   | Andrzej Zawada      | 2016 – 2020      |
| 9.   | Andrzej Ciesielski  | 2020 – obecnie   |